# Teletón 1991 (Chile)
La Teletón 1991 fue la décima versión de la campaña solidaria realizada en Chile los días 29 y 30 de noviembre en el Teatro Casino Las Vegas, y se prolongó por alrededor de casi 28 horas. El lema de esta versión fue «Gracias a usted», como manera de agradecimiento al público chileno que había participado en la campaña durante 13 años. La niña símbolo fue Ángela Castro.
Fue la última edición que se identificó por un número cardinal. A partir de la siguiente edición se empezó a identificar bajo la leyenda Teletón y el año en que se realiza.
El último cómputo, entregado por el Banco de Chile y leído por el conductor y por ese entonces lector del noticiario Teletrece de Canal 13 Javier Miranda fue de $1 584 289 345. La recaudación final fue de $1 803 923 485.

## Antecedentes

### Campaña
Inicialmente la campaña iba a ser los días 13 y 14 de diciembre de 1991, sin embargo en esos días Canal 13 debía transmitir la final del Festival OTI Internacional, por lo que se adelantó para los días 29 y 30 de noviembre. El lema escogido fue "Gracias a usted...", debido a las diez campañas realizadas hasta la fecha.
La campaña se lanzó el 15 de octubre en el Teatro Teletón con la presencia de los rostros y representantes de los quehaceres artísticos del país y de la Princesa Estefanía de Mónaco, quien dos días antes visitó el Instituto de Rehabilitación Infantil de Santiago. Posteriormente comenzaron a aparecer los spots en los canales de televisión abierta, así como los comerciales de las marcas auspiciadoras del evento de ese año.

### Himno
El himno de ese año se presentó el mismo día del lanzamiento de la cruzada y se tituló Gracias a usted y fue cantado por un popurrí de artistas nacionales:
- Myriam Hernández
- Isabel Parra
- Sergio Lillo
- Alberto Plaza
- José Alfredo Fuentes
- Cecilia Echenique
- Fernando Ubiergo
- Tati Penna
- Andrea Tessa
- Pancho Sasso (vocalista de "Congreso")
- Luis Jara
- Jorge Caraciolli
- Miguel Barriga (vocalista de "Sexual Democracia")
- Illapu
- Miguel Zabaleta

Se grabó durante los días 17 y 18 de octubre de 1991 y participaron 50 artistas, periodistas y animadores de los medios de comunicación de la época.

### Escenario
El diseño del escenario estuvo a cargo del equipo de Canal 13 encabezado por el escenógrafo Alex Vacarisas, quien explicaría al programa Lo mejor es conversar que está compuesto de líneas curvas en todo el ancho del teatro, para reflejar la ayuda que se cobija en el programa.

## Artistas
| - Myriam Hernández - Luis Jara - Gloria Simonetti - Héctor Galaz - Giolito y su Combo - José Luis Arce - La Sonora de Tommy Rey - Síndrome - Se Busca - Los Clásicos - Zalo Reyes - Soledad Guerrero - Fernando Ubiergo - Sonora Palacios - Inti Illimani - Cecilia Echeñique - Los Huasos Quincheros - Lorena - Congreso - Miguelo - Ximena Reyes - Eduardo Valenzuela - Hola Hola - Rodolfo Navech - Tito Fernández - Nicole - Mónica de Calixto - Illapu - Álvaro Scaramelli - Guillermo Fernández - Juan Antonio Labra - Andrea Tessa - Sexual Democracia - De Kiruza - La Ley | - Nydia Caro - Lucero - Víctor Víctor - Sergio Dalma - Franco Simone - Ednita Nazario - Braulio - Alejandro Lerner - Tam Tam Go - Klovis Herboso - Banda Blanca - Ángela Carrasco - Álvaro Torres - Checho Hirane - Coco Legrand - Ricardo Meruane - Carlos Helo - Pepe Tapia - Lucho Arenas - Raúl Di Blasio (pianista) - Bafochi (folclore diputados) - Alexandra y su ballet - Grupo de baile de Julio Zúñiga (minusválidos) - Arboliris - Cachureos |

## Transmisión
- La Red
- UCV Televisión
- Canal 8 UCV Televisión
- Televisión Nacional de Chile/TVN Imagen Internacional
- Megavisión
- RTU, Red de Televisión Universidad de Chile
- Universidad Católica de Chile Televisión
- Telenorte

## Programación
| Horario                                | Bloque                       | Contenido |
| -------------------------------------- | ---------------------------- | --- |
| 21:30-23:30                            | Apertura                     | Con Don Francisco, Antonio Vodanovic (Televisión Nacional de Chile), Susana Palomino (La Red), Susana Horno (Megavisión), Juan La Rivera (RTU) y Raúl Matas (Canal 13). Inició con la llegada de unos maratonistas al Teatro Teletón. Incluyó además el inicio de la travesía de un tren que recorrió el país para motivar al público en Puerto Montt con Leo Caprile (Canal 13) y Carlos Bencini (Megavisión) y un sketch con Cristián García-Huidobro, Luis Gnecco y la Cámara de Diputados de Chile. Telefonistas (únicamente para este bloque) - Viviana Nunes (Canal 13 \| I Región de Tarapacá - 201) - Tati Penna (RTU \| II Región de Antofagasta - 202) - Sergio Campos (Megavisión \| III Región de Atacama - 203) - Lisa Geyser (modelo del programa “Atrévase otra vez” de La Red \| IV Región de Coquimbo - 204) - Tamara Sepúlveda (UCV Televisión \| V Región de Valparaíso - 205) - Jorge Aedo (Televisión Nacional de Chile \| VI Región del Libertador General Bernardo O'Higgins - 206) - Jeanette Frazier (Canal 13 \| VII Región del Maule - 207) - Claudia Conserva (RTU \| VIII Región del Bío-Bío - 208) - Benjamín Palacios (Televisión Nacional de Chile \| IX Región de La Araucanía - 209) - Jorge “Chino” Navarrete (Televisión Nacional de Chile \| X Región de Los Lagos - 210) - Enrique Tagle (La Red \| XI Región Aysén del General Carlos Ibáñez del Campo - 211) - Rodolfo Baier (RTU \| XII Región de Magallanes y la Antártica Chilena - 212) - Francisco Reyes (actor nacional, “Martín Barnes” en la teleserie “Volver a empezar” de Televisión Nacional de Chile) y Cristina Tocco (Megavisión) \| Región Metropolitana de Santiago) - Carmen Jaureguiberry (Megavisión) y Christian Gordon (Canal 13 \| Llamadas Internacionales) Actuaciones musicales - Myriam Hernández - “Si queremos, podemos” (obertura) - Nydia Caro - “Quiéreme así” - Lucero - “Ya no”, “Electricidad” - Luis Jara - “Me estás volviendo loco” |
| 23:30-02:00                            | Los Insólitos                | Desde el Teatro Municipal de Antofagasta con Fernando Alarcón. Incluyó en el Teatro Teletón un musical folclórico con el ballet de Pedro Gajardo y el Bafochi junto a diputados. Leo Caprile (Canal 13) y Carlos Bencini (Megavisión) se trasladan en un tren con destino a Temuco donde estaba el show que servía para motivar a su público. Actuaciones musicales - Raúl di Blasio - “Barroco”, “Aguas de invierno” (Teatro Teletón) - Alejandro de Rosas - “No quiero verte así” (Temuco) - Luis Mariano - “No es una fiera” (Temuco) - Víctor Víctor - “Ando buscando un amor”, “Mesita de noche” (Teatro Teletón) |
| 02:00-03:00                            | El Descubrimiento de América | Bloque con la conducción de Enrique Tagle (La Red). Actuaciones musicales - Gloria Simonetti - “El amor es la fuerza” Sketch “El Descubrimiento de América” Presentado por Coco Legrand. Primer y antepenúltimo capítulo: “Indias” Actuación de: - Loreto Valenzuela - Esperanza Silva Participación del ballet de Soledad Rojas. Segundo y penúltimo capítulo: “La Corte” Actuación de: - Gonzalo Robles (programa “De Chincol a Jote” de Canal 13) - Patricio Torres (programa “Medio Mundo” de Canal 13) - Schlomit Baytelman (“Jessica Morel” en la teleserie “Volver a empezar” de Televisión Nacional de Chile) - Liliana García (“Wanda Cáceres” en la teleserie “Ellas por ellas” de Canal 13) - Jorge Gajardo (“Guillermo Venegas” en la comedia chilena “Los Venegas” de Televisión Nacional de Chile) - Rolando Valenzuela (“Dr. Aldo Mena” en la comedia chilena “Posta Lo Matta” de La Red) - Grimanesa Jiménez (“Clarisa de Díaz” en la teleserie “Villa Nápoli” de Canal 13) Participación del ballet de Julio Zúñiga. Tercer y último capítulo: “Carabelas” Actuación de: - Gilberto Guzmán (sketch “Hombres Trabajando” de “Sábado Gigante Internacional” de Canal 13) - Gonzalo Robles (programa “De Chincol a Jote” de Canal 13) - Eduardo Thompson (sketch “Hombres Trabajando” de “Sábado Gigante Internacional” de Canal 13) - Guillermo Bruce (sketch “Hombres Trabajando” de “Sábado Gigante Internacional” de Canal 13) - Gloria Laso (“Carmen Celemín Andrade” en la teleserie “Ellas por ellas” deCanal 13) - Tatiana Molina (programa “De Chincol a Jote” de Canal 13) - Adriana Vacarezza (“Marlene” en la teleserie “Ellas por ellas” de Canal 13) - Valeria Chignoli - Luz Croxatto (“Romina Jara” en la teleserie “Volver a empezar” de Televisión Nacional de Chile) - Katty Kowaleczko (“Susana Urmeneta” en la teleserie “Volver a empezar” de Televisión Nacional de Chile) - Rosario Adriazola - Verónica González (“Angélica” en la teleserie “Ellas por ellas” de Canal 13) Participación del ballet de Pedro Gajardo, Bafochi. |
| 03:00-05:30                            | Concurso de bailes           | Con la conducción de Antonio Vodanovic (Televisión Nacional de Chile), Pilar Cox (Canal 13) y Enrique Tagle (La Red). Se realizó un concurso de bailes con un jurado formado por Soledad Rojas, Yolanda Montecinos y el humorista Jorge “Chino” Navarrete, el cual eligió a la pareja ganadora N° 2, formada por Carla y Juan Carlos. Actuaciones musicales - Giolito y su Combo - Medley: “Este muerto no lo cargo yo (Don Goyo)”, “Me voy pa' Macondo”, “Sopa de caracol” (Banda Blanca), “La bilirrubina”, “A pedir su mano” (ambas de Juan Luis Guerra) Actuaciones de humor - Ricardo Meruane - Carlos Helo - Pepe Tapia |
| 05:30-07:00                            | Levántate conmigo            | Elección del “guapetón” de la jornada solidaria. Con la conducción de Raúl Alcaíno (La Red). Jurado - Liliana Ross, actriz nacional, “Marta Cáceres” en la teleserie “Ellas por ellas” de Canal 13. - Carolina Schacht, modelo, Miss Paula 1989. - Nena Borrero, tarotista. - Pamela Jiles, periodista (Televisión Nacional de Chile). - Carolina Varela, presidenta del jurado. Participantes - Cristián Campos, actor nacional, “Simón Andrade” en la teleserie “Ellas por ellas” de Canal 13. - Patricio Oñate, notero (Canal 13). - Gert Weil, deportista olímpico. - Palta Meléndez, humorista y animador del programa “De domingo a domingo” de Megavisión. - Ramón Farías, actor nacional. - Kike Morandé, animador del programa “Colo-Colo en La Red”. - Felipe Camiroaga, animador “Matinal ‘91” de RTU. (Ganador) - Gustavo Alessandri Balmaceda, diputado de Renovación Nacional por el Distrito N° 26, La Florida. - Gonzalo Robles, comediante. Actuaciones musicales - Mónica de Calixto - "Cállate" - Sergio Dalma - "Esa chica es mía" |
| 07:00-08:00                            | Noticiero matinal            | Realizado por el departamento de Prensa de La Red. Con Susana Horno (Megavisión), Benjamín Palacios (Televisión Nacional de Chile), Jorge Díaz Saenger (Canal 13), Aldo Gabriel Soto (RTU) y Rodolfo Herrera (La Red). |
| 08:00-10:00                            |                              | Teatro Teletón. Con Don Francisco, Antonio Vodanovic (Televisión Nacional de Chile) y Tati Penna (RTU). Incluyó una rutina de Lucho Arenas. Actuaciones musicales - Síndrome - Cristóbal - Sonora Palacios - Grupo “Se Busca” - “Bienvenido amor” (del autor Palito Ortega) - Zalo Reyes - Los Clásicos |
| 10:00-11:00                            | Bloque infantil              | Desde el Estadio Chile, con los elencos de los programas infantiles de Televisión Nacional de Chile: Marcelo Hernández y los personajes de “Cachureos” y Katty Kowaleczko, “Run Run” y la lora “Lira” de “Arboliris” junto al ballet de Vinka Vodanovic. Actuación musical - Klovis Herboso (Teatro Teletón) |
| 11:00-13:00                            |                              | Teatro Teletón. Con Don Francisco, Julio Videla (RTU), Raquel Argandoña (La Red) y Paulina Nin de Cardona (Televisión Nacional de Chile). Incluyó una actividad de autos antiguos en Plaza Italia. Actuaciones musicales - Ednita Nazario - “Lo que son las cosas” - Fernando Ubiergo - Braulio - Cecilia Echeñique - Inti Illimani - Alejandro Lerner - Soledad Guerrero - “Así te quiero yo” (tema principal de la teleserie nacional “Volver a empezar” emitida por Televisión Nacional de Chile) |
| 13:00-15:00                            |                              | Teatro Teletón. Con Don Francisco, Antonio Vodanovic (Televisión Nacional de Chile) y Viviana Nunes (Canal 13). Actuaciones musicales - Congreso - Patricia Frías - Musical - “Porque tengo que seguir” - Ximena Reyes |
| 15:00-17:00                            | Jeep Fun Race                | Prueba de Jeep Fun Race desde el Parque Laguna Caren en Santiago. Con la conducción de Rodolfo Baier (RTU), los comentarios técnicos de Alejandro Schmauk, los informes y entrevistas de Christian Gordon (Canal 13) y la participación de estrellas de la televisión como Patricio Achurra (“Jaime Munizaga” en la teleserie “Ellas por ellas” de Canal 13), Aldo Gabriel Soto (RTU), Mauricio Israel (La Red), Benjamín Palacios (Televisión Nacional de Chile), Karin Yanine (RTU), entre otros. |
| 17:00-18:00                            | Bloque juvenil               | Desde el Estadio Chile con Felipe Camiroaga (RTU), Andrea Tessa (Canal 13), Katherine Salosny (Televisión Nacional de Chile), Luz Farren, Rolando Ramos (La Red) y Jorge Aedo (Televisión Nacional de Chile). Actuaciones musicales - Sexual Democracia - “Los chicos buenos (bomberos)” - Profetas y Frenéticos - “Muévete, Retuércete” |
| 18:00-19:00                            | Debate                       | Sobre el tema “Ley de impedidos en Chile” conducido por Bernardo de la Maza (Televisión Nacional de Chile). |
| 19:00-20:30                            |                              | Teatro Teletón. Con la conducción de Don Francisco, Antonio Vodanovic (Televisión Nacional de Chile) y Viviana Nunes (Canal 13). Actuaciones musicales - Mónica de Calixto - Álvaro Scaramelli |
| Noticieros de cada canal (20:30-21:30) |                              | |
| 21:30-00:00                            | Cierre                       | Desde el Teatro Teletón. Con Don Francisco, Antonio Vodanovic (Televisión Nacional de Chile), Javier Miranda (Canal 13), Susana Horno (Megavisión), Paulina Nin de Cardona (Televisión Nacional de Chile), Juan La Rivera (RTU) y Jorge Rencoret (La Red). Actuaciones musicales - Nydia Caro - “Perderé tu amor” - Juan Antonio Labra - “América Morena” - Alberto Plaza - “Que cante la vida” - Tam Tam Go! - “Espaldas mojadas” - Illapu - Álvaro Torres - “Nada se compara contigo”, “He vivido esperando por ti” - Banda Blanca - “Fiesta”, “Sopa de caracol” - Sergio Dalma - “Esa chica es mía” - Myriam Hernández - “Herida” - Musical de cierre - “Gracias a usted” (Himno décima Teletón) |

## Cómputos
| Hora  | Monto en pesos  | % meta   | Monto en dólares |
| ----- | --------------- | -------- | ---------------- |
| 21:45 | $ 4 582         | < 0,01 % | $ 12             |
| 00:40 | $ 88 009 543    | 7,63 %   | $ 239 156        |
| 03:50 | $ 119 076 683   | 10,32 %  | $ 323 578        |
|       | $ 129 242 743   | 11,21 %  | $ 351 203        |
| 09:55 | $ 185 247 962   | 16,06 %  | $ 503 390        |
| 12:20 | $ 243 447 058   | 21,10 %  | $ 661 540        |
| 14:52 | $ 387 523 460   | 33,60 %  | $ 1 053 052      |
|       | $ 462 617 997   | 40,11 %  | $ 1 257 114      |
| 16:12 | $ 534 023 689   | 46,30 %  | $ 1 451 151      |
| 18:35 | $ 776 763 561   | 67,35 %  | $ 2 110 770      |
| 19:10 | $ 863 406 135   | 74,86 %  | $ 2 346 212      |
| 20:25 | $ 957 321 600   | 83,00 %  | $ 2 601 417      |
| 21:55 | $ 1 085 830 370 | 94,15 %  | $ 2 950 626      |
| 22:30 | $ 1 190 858 771 | 103,23 % | $ 3 235 214      |
| 23:25 | $ 1 321 563 597 | 114,93 % | $ 3 602 074      |
| 00:00 | $ 1 414 763 953 | 122,67 % | $ 3 844 467      |
| 00:15 | $ 1 584 289 345 | 137,37 % | $ 4 305 134      |

## Auspiciadores
En esta versión los 26 auspiciadores de la décima campaña fueron:
- Agua Mineral Cachantún
- Banco de Chile
- Cecinas Winter
- Combustibles Copec
- Detergente Ace
- Fanta
- Galletas Soda Costa
- Golpe de Dos en Uno
- Savory
- Jabón Moncler
- Johnson's Clothes
- Juguetes Otto Kraus
- Leche Soprole
- Odontine
- Panadol
- Papel Higiénico Confort
- Pastas Lucchetti
- Pilsener Dorada
- Pisco Control
- Quesos Colún
- Refrescos Yupi
- Ripley
- Shampoo y Bálsamo Dimensión
- Super Pollo
- Té Supremo
- Yogur Soprole